# Seeland (Saxe-Anhalt)
Pour les articles homonymes, voir Seeland.
Seeland est une ville allemande de l'arrondissement du Salzland, Land de Saxe-Anhalt.

## Géographie
Seeland se situe sur la Selke. Au centre du territoire se trouve le lac artificiel de Concordiasee.
La commune comprend les quartiers de Friedrichsaue, Frose, Gatersleben, Hoym, Nachterstedt et Schadeleben.
| Ditfurt     | Selke-Aue        | Hecklingen   |
| Quedlinburg | Seeland          |              |
| Ballenstedt | Falkenstein/Harz | Aschersleben |

## Histoire
Hoym, Friedrichsaue, Frose, Nachterstedt et Schadeleben qui forment la Verwaltungsgemeinschaft Seeland fusionnent volontairement pour faire une seule commune le 15 juillet 2009 dans le cadre de la réforme des communes de Saxe-Anhalt. Gatersleben s'ajoute l'année suivante.

## Politique
De 2023 à 2030, Robert Käsebier est le maire de la ville.

## Population
En 2022, la ville compte 7 735 habitants.

## Jumelages
- Seeland : Diez,  Rhénanie-Palatinat
- Frose : Holzappel, Rhénanie-Palatinat
- Gatersleben : Delligsen,  Basse-Saxe
- Hoym : Hatten, Basse-Saxe
- Nachterstedt : Boffzen, Basse-Saxe

## Infrastructures
Seeland se trouve sur la Bundesstraße 6 et la Bundesstraße 180 ainsi que sur la ligne de Halle à Vienenburg (la ligne de Frose à Quedlinburg est maintenant une voie de secours pour la Selketalbahn).

## Personnalités liées à la commune
- Johann Christoph Bendler (1789-1873), homme politique
- Friedrich Wilhelm Conrad Zachariä (1798-1869), homme politique né à Hoym.
- Walter Halbritter (1927-2003), homme politique
- Karl Wilhelm Fricke (né en 1929), journaliste
- Günter Schneidewind (né en 1953), animateur radio